# Konzinnität
Konzinnität (von lateinisch concinnitas ‚kunstgerechte Verbindung, harmonische Gliederung‘) ist in der Rhetorik der Fachbegriff für eine die bloße grammatische Korrektheit übersteigende syntaktische Eleganz und klanglich-rhythmische Ebenmäßigkeit syntaktisch gleichwertiger oder korrespondierender Sätze, Kola oder Gedanken. Konzinnität befriedigt die in der Rhetorik wichtige Forderung nach Wohlgeformtheit. Der Begriff wurde von Cicero geprägt.  
Äußere Konzinnität wird erreicht, wenn der Redner oder Schriftsteller im Ausdruck (in den Tropen und Figuren, im Satzbau usw.) das nötige Ebenmaß beobachtet; innere Konzinnität durch die harmonische Darlegung der Gedanken. Die Reden des Demosthenes und Ciceros gelten traditionell als Muster einer konzinnen Ausdrucksweise.
Der Gegenbegriff Inkonzinnität bezeichnet eine syntaktisch ungleiche Konstruktion gleichwertiger Satzteile mit dem Ziel der Vielseitigkeit im Ausdruck.